# احمد محسنی گرکانی
احمد محسنی گرکانی (زاده ۱۳۰۵ در گرکان آشتیان) مجتهد شیعه و قاضی ایرانی است که نماینده استان مرکزی در ادوار سوم ،چهارم و پنجم مجلس خبرگان رهبری و از ۳ شهریور ١۳٨٨ تا ۱ شهریور ١۳۹۳ ریاست دیوان عالی کشور را برعهده داشته است. او همچنین از ۲۳ مهر ۱۳۷۲ تا ۱۰ مهر ۱۳۸۸ امام جمعه شهر اراک بوده‌است. وی از سال ۱۳۹۳ با دستور سید علی خامنه‌ای امامت جماعت مسجد سید عزیزالله در بازار تهران را عهده‌دار شد.